# 하트브레이크 키드
《하트브레이크 키드》(영어: The Heartbreak Kid)는 미국에서 제작된 피터 패럴리 감독의 2007년 로맨틱 블랙 코미디 영화이다. 1972년에 개봉한 동명 영화의 리메이크 작품이다. 벤 스틸러, 미셸 모너핸, 말린 오케르만, 제리 스틸러 등이 출연하였고, 테드 필드 등이 제작에 참여하였다.

## 출연진
- 벤 스틸러
- 미셸 모너핸
- 말린 오케르만
- 제리 스틸러
- 롭 코드리
- 카를로스 멘시아
- 스콧 윌슨
- 대니 맥브라이드
- 앨리 힐리스
- 스테퍼니 코트니
- 폴리 홀리데이
- 에바 롱고리아
- 로런 볼스
- 딘 노리스

## 기타 제작진
- 라인 제작: 마크 S. 피셔
- 공동 제작: 마크 샤펀티어, 토니 로드, 크리스 마이어, 맷 위버
- 배역: 조지프 미들턴, 릭 몽고메리
- 미술: 시드니 J. 바살러뮤 주니어
- 의상: 루이즈 밍건바크